# Bob Black
Bob Black, pseudonimo di Robert Charles Black Junior (Detroit, 4 gennaio 1951), è un avvocato e scrittore statunitense, di ispirazione anarchica.
Ha scritto The Abolition of Work and Other Essays (L'abolizione del lavoro), Beneath the Underground, Friendly Fire, Anarchy After Leftism e numerosi altri saggi politici.
All'inizio degli anni settanta Bob Black fu uno dei primi a sviluppare le idee chiamate Post-left anarchy. Il suo stile letterario è diretto e il suo pensiero è indirizzato contro molte delle "vacche sacre" della "sinistra".
Insoddisfatto dell'ideologia socialista, e dopo aver scoperto l'anarchismo, Black ha speso gran parte della sua energia analizzando le tendenze autoritarie all'interno di gruppi apparentemente "anti-autoritari" .
La sua opera principale, L'abolizione del lavoro, individua nell'industrialismo la causa dell'instaurarsi di relazioni "sempre" gerarchiche (tesi ripresa da Noam Chomsky trent'anni dopo).
Bob Black focalizza una reciprocità, una mutualità tra capitalismo e comunismo, che ha trovato in seguito una conferma nel simultaneo declino della "fabbrica" a favore dei "compound", e delle ideologie a favore dei movimenti.
"Tempo libero" è un eufemismo per chi intende il lavoro come un mero fattore di produzione. Infatti, in una logica "industriale" non solo trasporti te stesso da o verso il luogo di lavoro a tue spese, ma ti assumi anche la responsabilità primaria per la tua manutenzione e riparazione.
Per via delle critiche da lui avanzate dal suo punto di vista Post-left anarchy, e di diversi controversi incidenti, in alcuni dei quali è accertata la sua collaborazione con le forze dell'ordine a danni di altre persone (in particolare nel caso che portò all'arresto dello scrittore Jim Hogshire e la moglie), Bob Black è considerato sospetto da parte del movimento anarchico americano.   
Bob Black lavora come avvocato per il diritto civile e vive a San Francisco.